# 岸田麗子

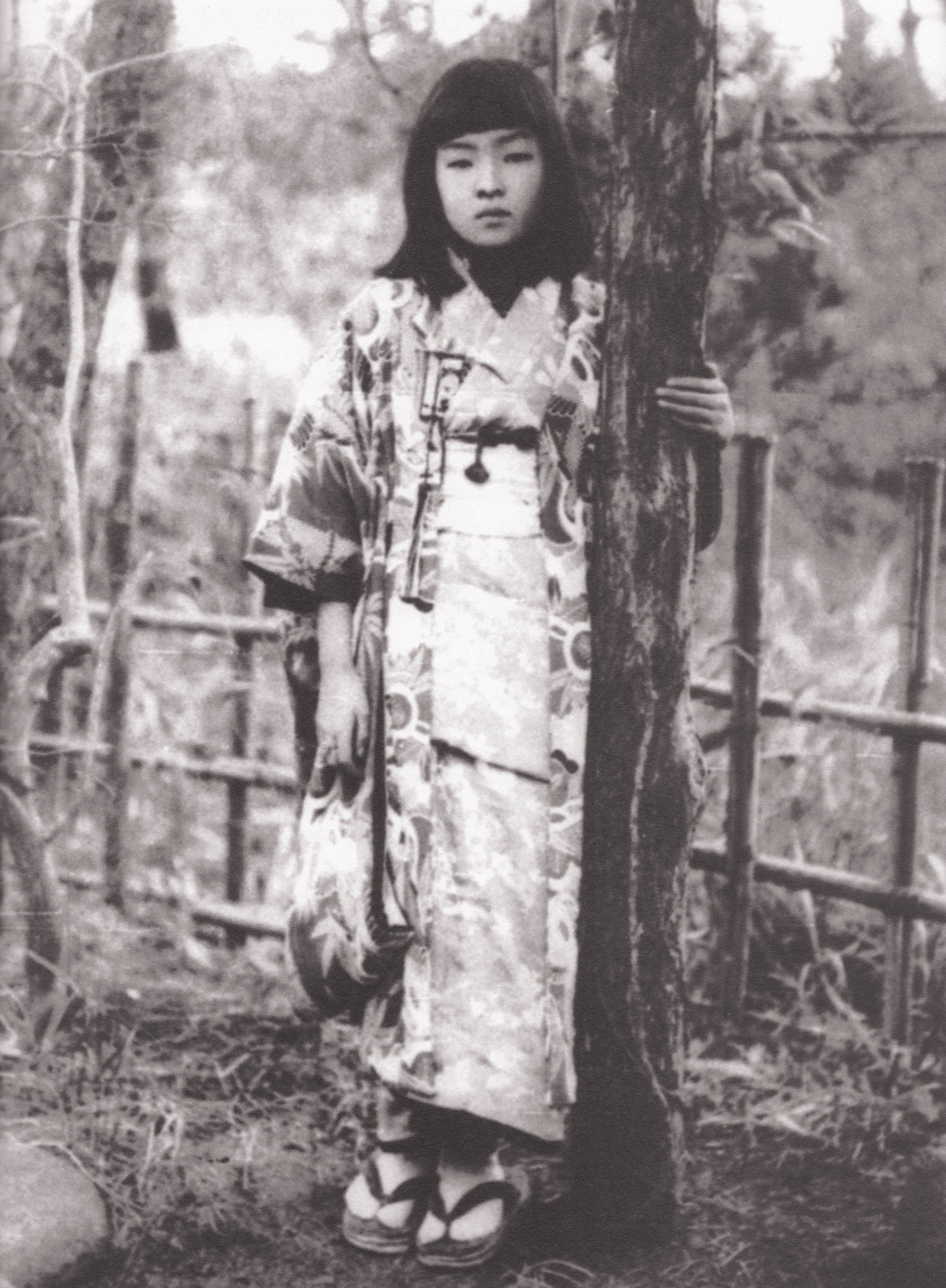
9歳当時の麗子（1923年）

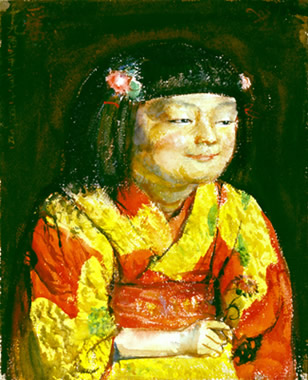
岸田劉生作「麗子微笑」1921年（大正10年）

岸田 麗子（きしだ れいこ、1914年（大正3年）4月10日 - 1962年（昭和37年）7月26日）は、日本の画家。洋画家・岸田劉生の娘で、劉生の連作集「麗子像」のモデル。モデルとなった絵画には「麗子微笑」（重要文化財東京国立博物館所蔵他）等がある。

## 来歴
岸田劉生と岸田蓁の娘として生まれる。
鎌倉女学院在学中の1929年（昭和4年）に15歳で父を喪う。1937年（昭和12年）武者小路実篤の新しき村で知り合った歯科医師の瀧本貞次郎と結婚し和歌山市に住んで、1940年（昭和15年）娘・夏子を儲ける（夏子の他に姉弟もいる）。戦後は東京に住むが、瀧本と別れ、年下の臼井幸四郎と結婚し、臼井は岸田姓を名のった。

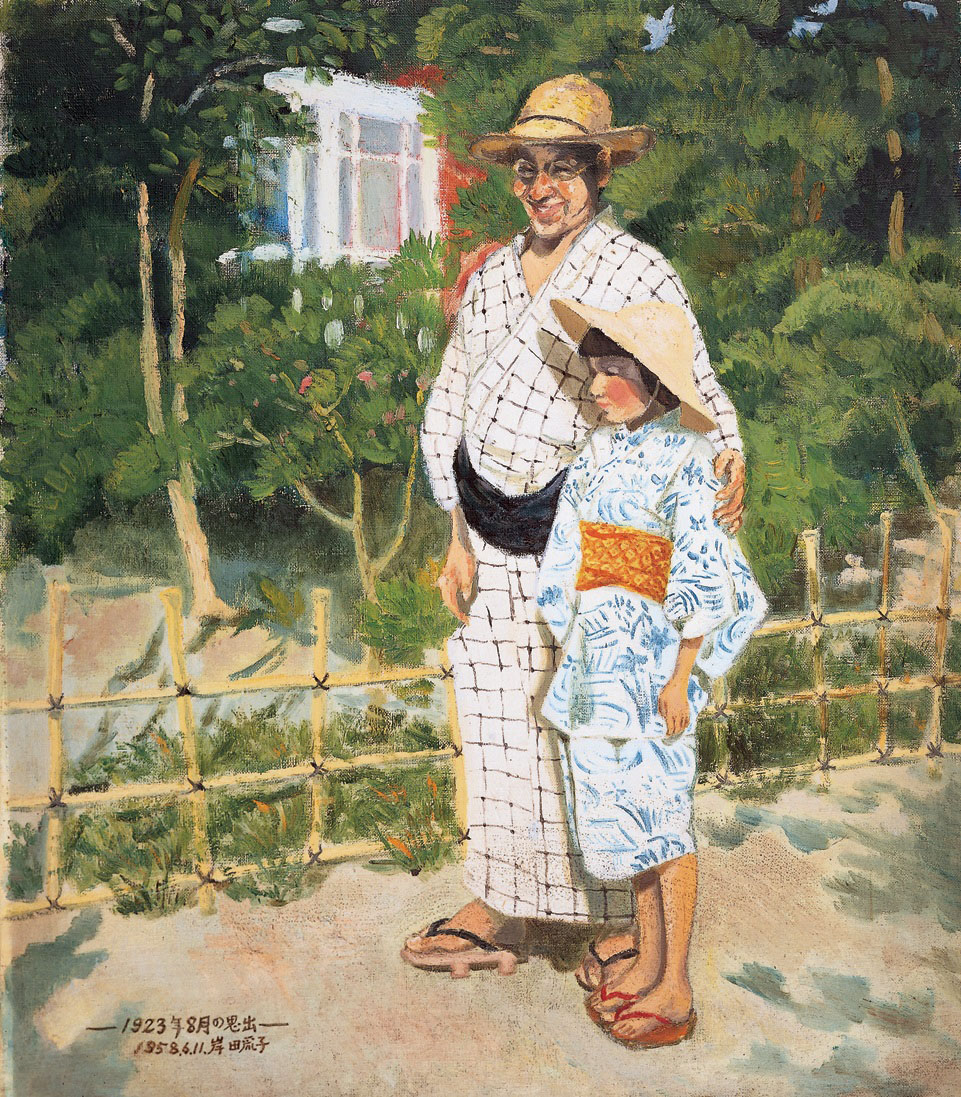
岸田麗子作「1923年8月の思い出」1958年（昭和33年）

1962年（昭和37年）7月に著書『父 岸田劉生』を刊行したが、その直後の7月26日にクモ膜下出血で死去した（満48歳没）。墓所は多磨霊園。
生前は明るいキャラクターで知られ、宴席では自身で縫製した麗子微笑に揃えた服に着替え、「麗子微笑！」と叫んで絵と同じポーズをとって同席者を楽しませたという。

## 家族
夫・岸田幸四郎
1925年（大正14年）4月8日（戸籍では15日） - 1989年（平成元年）2月21日
東京高等師範学校国漢科を卒業後、東京都立九段高等学校定時制や成蹊高等学校で教員を務めた。作家となり、同人誌『イワン』『断崖』、新しき村の機関誌『この道』、成蹊学園雑誌などに小説・評論を発表した。
娘・岸田夏子
油絵画家、清春白樺美術館館長。2022年（令和4年）12月3日から2023年（令和5年）2月26日まで韮崎大村美術館開館15周年記念「劉生・麗子・夏子 －愛の肖像－」展が開催された。

## 麗子像ギャラリー

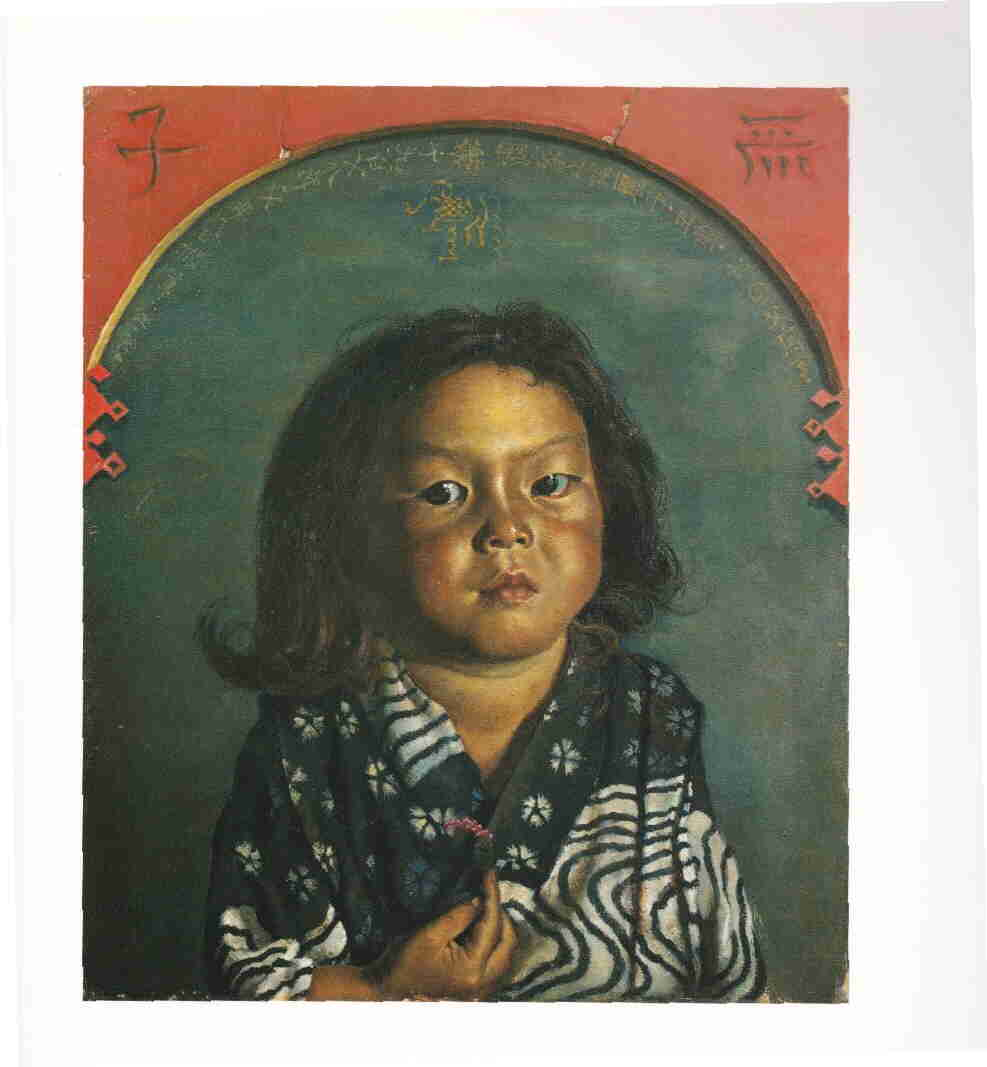
「麗子五歳之像」1918年（大正7年）
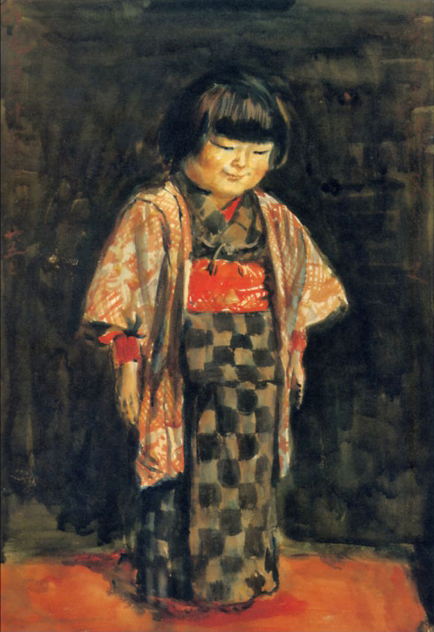
「麗子立像」1920年（大正9年）
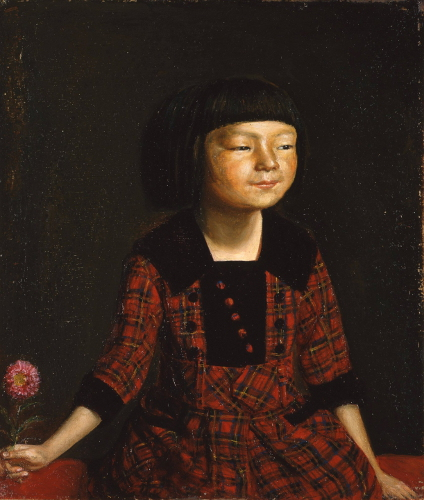
「童女像（麗子花持てる）」1921年（大正10年）
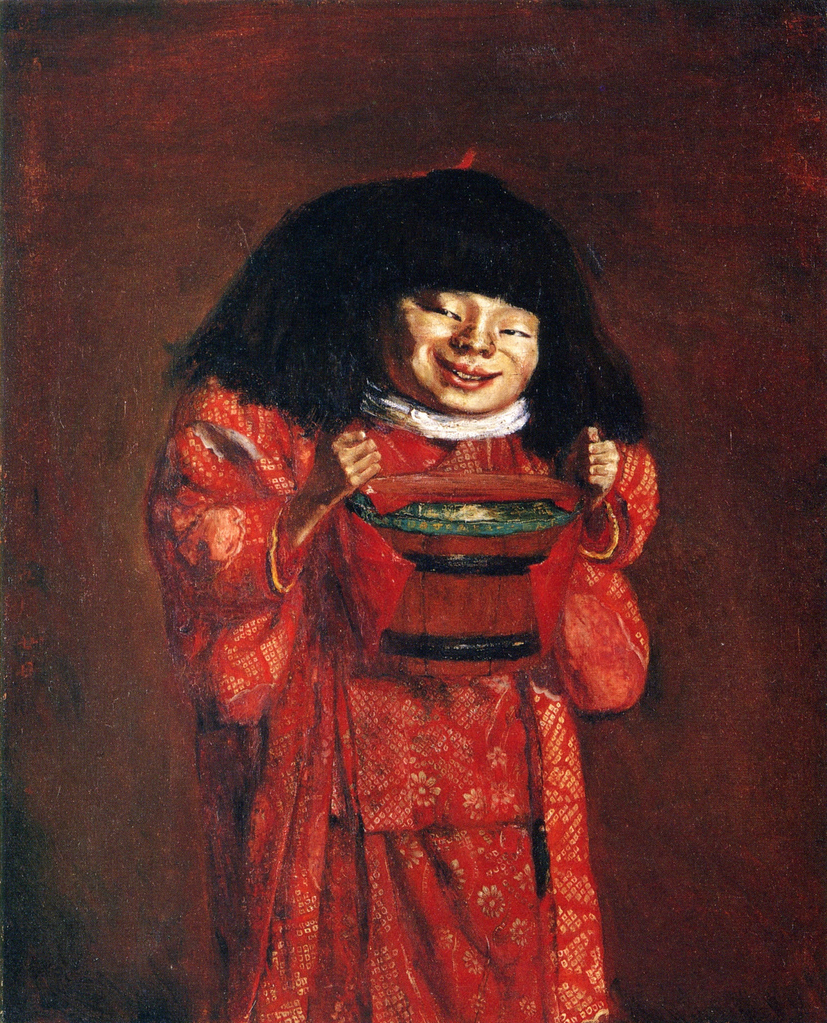
「野童女」1922年（大正11年）
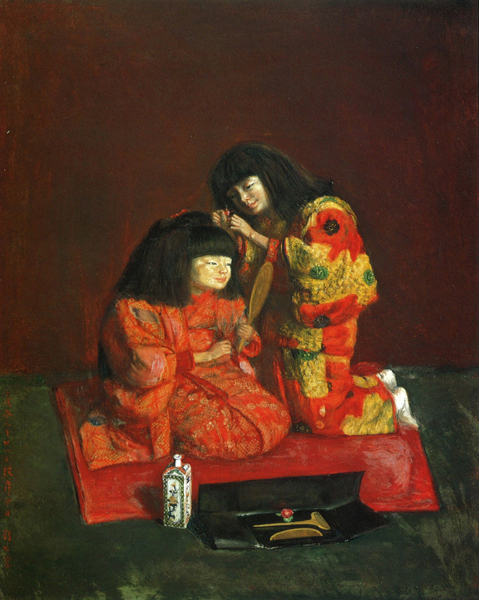
「二人麗子図（童女飾髪図）」1922年（大正11年）
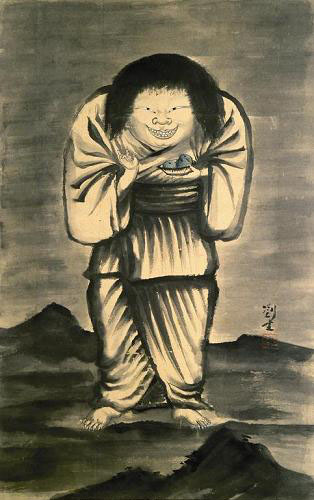
「寒山風麗子像」(1922年 - 1923年)
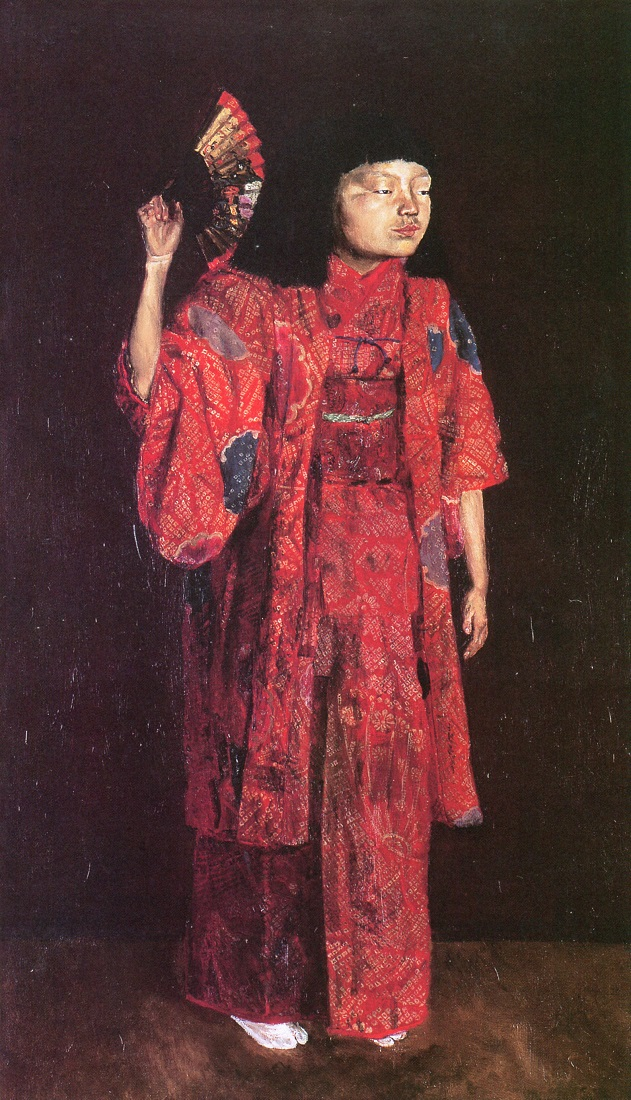
「童女舞姿」1924年（大正13年）
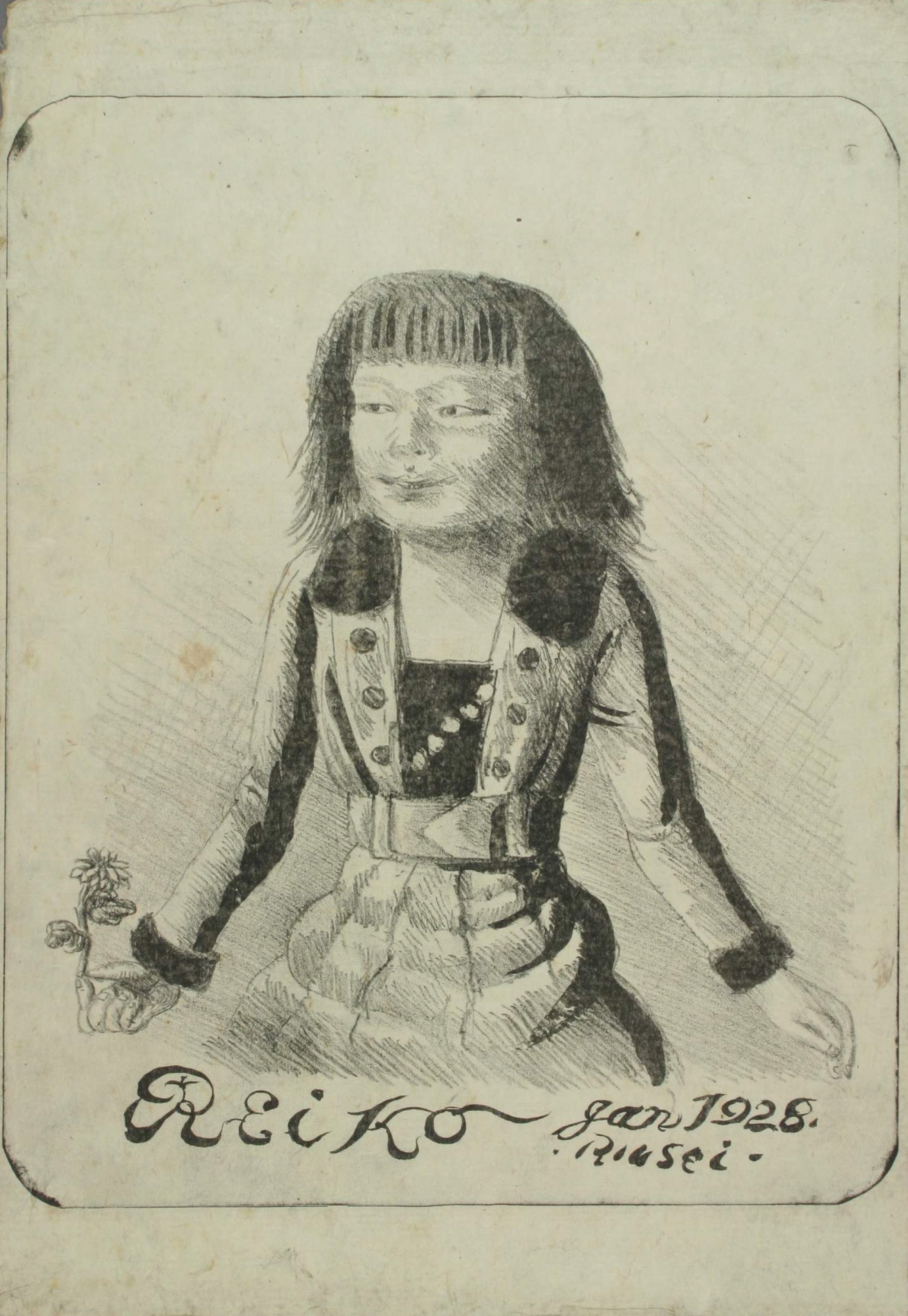
「麗子像」1928年（昭和3年）
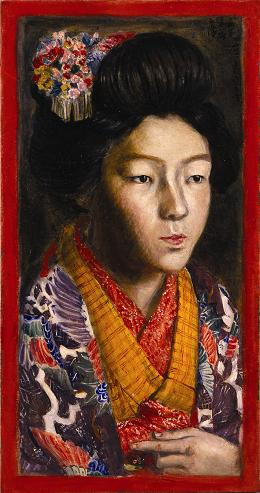
「麗子十六歳之像」1929年（昭和4年）

## 著書
- 『父 岸田劉生』 雪華社（序文：武者小路実篤）、1962年
  - 中公文庫（解説：谷川徹三）、1987年 ISBN 978-4122014626
  - 中央公論新社（愛蔵版、解説：岸田夏子）、2021年 ISBN 978-4120054365

## 関連文献
- 岸田夏子（編著）『麗子と麗子像 肖像画の不思議』求龍堂、2009年 ISBN 978-4763009104
- 岸田夏子・梶岡秀一（編）『岸田劉生のあゆみ　京都国立近代美術館のコレクションでたどる』新潮社《とんぼの本》、2022年 ISBN 978-4106023002